# Birkensiedlung (Gemeinde Salzburg)
Die Birkensiedlung liegt südlich der Eichethofsiedlung im Süden der Stadt Salzburg nächst dem Stadtteil Gneis allseits eingebettet in den östlichen Grünraum des Leopoldskroner Moores. Sie wird gemeinsam mit der Eichethofsiedlung unter dem Stadtteil-Namen Gneis Süd geführt. Die dortigen Moorwiesen am Almkanal hießen einst Anifer Wiesen. Im Bereich der Birkensiedlung endet im Süden der Bestand der Kopfweiden am Almkanal, da hier südlich das seit vielen Jahrhunderten bestehende Almholz anschließt, das in historischer Zeit die Beschlachtung (Ufersicherung durch senkrechte Holzwände) des Almkanals lieferte. Die kleine Birkensiedlung zählt im Hauptwohnsitz lediglich 300 Einwohner.
Die Siedlung entstand wesentlich zwischen 1960 und 1975 und entwickelte sich aus zwei Bauerngütern, die nach 1900 am Kneisslweg – in der noch selbständigen Gemeinde Leopoldskron – entstanden waren. Benannt sind die dortigen Straßen nach hier ortstypischen Gehölzen (Birken, Weiden, Erlen, Föhren). Seit etwa 1970 ist diese Siedlung durch Linienbusse (Linie C), seit 1981 durch die Obuslinie 5 an den öffentlichen Verkehr angebunden.